# 举村乡
举村乡，是中国浙江省衢州市衢江区所辖的一个乡。 

## 下辖行政区
下辖：
龙头坑村、西坑村、石便村、洋坑村、举村村、茶山村和翁源村。